# برنامج المرافقة المسكونية في فلسطين وإسرائيل
برنامج المرافقة المسكونية في فلسطين وإسرائيل المعروف اختصاراً بـ إي إيه بي بي آي (بالإنجليزية: EAPPI) هو برنامج مسكوني دولي يقوم بتجنيد وإرسال مراقبين (يعرفون باسم المرافقين المسكونيين – EAs) إلى العديد من المدن والقرى الفلسطينية لمراقبة التفاعل بين السكان الفلسطينيين والجيش الإسرائيلي. إن وجود العناصر الفعالة يهدف إلى توفير الحماية وتخفيف الاحتكاك. يتم رصد حالات إساءة استخدام السلطة والإبلاغ عنها ويتحدث الموظفون التنفيذيون علنًا عن تجاربهم. تأسست جمعية المرافقة المسيحية المسكونية في فلسطين وإسرائيل (إي إيه بي بي آي) في عام 2002 تحت رعاية مجلس الكنائس العالمي، استجابة لطلبات من رؤساء الكنائس في القدس. ومن بين المؤسسين أيضاً المطران منيب يونان من الكنيسة الإنجيلية اللوثرية في الأردن والأراضي المقدسة.
المرافقون لديهم أربع مهام محددة: توفير الحماية من خلال التواجد السلمي؛ مراقبة انتهاكات حقوق الإنسان والقانون الإنساني الدولي والإبلاغ عنها؛ دعم نشطاء السلام الإسرائيليين والفلسطينيين؛ القيام بأعمال الدعوة، بما في ذلك إلقاء الخطب العامة.
يستقطب موقع إي إيه بي بي آي الإلكتروني حالياً (نوفمبر 2019) مرافقين من الأرجنتين وأستراليا والنمسا والبرازيل وكندا وكولومبيا والدنمارك والإكوادور وفنلندا وفرنسا وألمانيا والنرويج والفلبين وبولندا وجنوب أفريقيا والسويد وسويسرا وهولندا والمملكة المتحدة وأيرلندا والولايات المتحدة الأمريكية وأوروغواي، من خلال «منظمات إرسال» محلية.

## أستراليا
في أستراليا، يتم الترويج لبرنامج إي إيه بي بي آي وإدارته من قبل مكتب إي إيه بي بي آي التابع للمجلس الوطني للكنائس في أستراليا [الإنجليزية] (NCCA)، وهو منتدى لـ 19 طائفة ومنظمة مسيحية أسترالية. في نوفمبر 2006، التزمت اللجنة التنفيذية للمجلس الوطني للكنائس في أستراليا بتطوير «مكتب أسترالي لبرنامج المرافقة المسكونية في فلسطين وإسرائيل» في المجلس الوطني للكنائس في أستراليا، وفي يوليو 2007، في المنتدى السادس للمجلس الوطني للكنائس في أستراليا، تقرر ما يلي: يشيد المنتدى الوطني بخطط المجلس الوطني للكنائس في أستراليا لتجنيد وتدريب المشاركين في برنامج المرافقة المسكونية في فلسطين وإسرائيل (إي إيه بي بي آي).

## النمسا
قرر المجلس المسكوني للكنائس في النمسا في أكتوبر 2009 دعم برنامج إي إيه بي بي آي، والذي يتم تنفيذه بالتعاون مع دياكوني النمسا، القسم النمساوي من زمالة المصالحة الدولية وباكس كريستي الدولية. حصلت إي إيه بي بي آي على دعم مالي من مدينة لينز، والرهبنة البيندكتينية في ميلك، وأبرشية سانت بولتن، والمانحين من القطاع الخاص، والعديد من الرعايا المحليين.

## المملكة المتحدة وأيرلندا
في بريطانيا وأيرلندا، يتم إدارة برنامج إي إيه بي بي آي من قبل منظمة مجلس خدمات الأصدقاء بالنيابة عن مجموعة مسكونية تعمل على الترويج للبرنامج. في هذه المجموعة المسكونية الواسعة يوجد اتحاد المعمدانيين في بريطانيا العظمى، ومنظمة كافود [الإنجليزية]، ومنظمة المساعدة المسيحية [الإنجليزية]، وكنيسة اسكتلندا [الإنجليزية]، وجمعية البعثة الكنسية [الإنجليزية]، والكنائس معًا في بريطانيا وأيرلندا [الإنجليزية]، ومجتمع إيونا [الإنجليزية]، والكنيسة الميثودية، ومنظمة باكس كريستي الدولية، والكنيسة الأسقفية الاسكتلندية، والكنيسة الإصلاحية المتحدة [الإنجليزية]، وجمعية نشر الإنجيل المتحدة.
لقد دعمت كنيسة إنجلترا برنامج إي إيه بي بي آي منذ إنشائه، من خلال عضوية كنيسة إنجلترا في منظمات مثل مجلس الكنائس العالمي، والكنائس معًا في بريطانيا وأيرلندا، والمعونة المسيحية. كما قدم العديد من الأساقفة الدعم من خلال اجتماعات مع المرافقين المسكونيين، على سبيل المثال، ومن خلال اجتماعات شعبية مع أعضاء الكنيسة الإنجيلية لمشاركة تجاربهم. وقد أقر المجمع العام [الإنجليزية] للكنيسة اقتراحاً «يشجع أبناء الرعية على التطوع في البرنامج ويطلب من الكنائس والمجامع الاستفادة من تجربة المشاركين العائدين». ومع ذلك، في مارس/آذار 2013، أعرب رئيس أساقفة كانتربري الجديد، جوستين ويلبي، عن أسفه لفشله في معارضة الاقتراح المؤيد لبرنامج المرافقة في فلسطين وإسرائيل. وكان تعليله هو أن الاقتراح «لا يعكس بشكل كاف تعقيد الوضع في الأرض المقدسة»، لكنه أشار إلى أنه كان سيؤيد الاقتراح لو كان يتضمن أن لإسرائيل الحق في «العيش في أمن وسلام داخل حدود متفق عليها دولياً، وأن لشعوب المنطقة الحق في العدالة والسلام والأمن، أياً كانوا». وأشار مؤيدو الاقتراح إلى أنه قد تم صياغته «بناءً على نصيحة» روان ويليامز، سلف ويلبي المباشر في منصب رئيس الأساقفة. وبعد ذلك، زار رئيس الأساقفة ويلبي الأراضي المقدسة، وبعد أن لاحظ حاجز قلنديا بين رام الله والقدس، برفقة مراقبي إي إيه بي بي آي، قال: «إن رؤية الإذلال الذي يعاني منه العديد من الفلسطينيين على أساس يومي معهم كان بمثابة درس لنا».

## النقد والثناء
عندما أقر مجمع كنيسة إنجلترا اقتراحه بدعم إي إيه بي بي آي، تعرض لانتقادات من مجلس نواب اليهود البريطانيين [الإنجليزية]. وقد نقل عن جون بنيامين، الرئيس التنفيذي للكنيسة في ذلك الوقت، قوله إن اقتراح إي إيه بي بي آي «ساعد في خلق مناخ من العداء تجاه إسرائيل داخل كنيسة إنجلترا». ونُقل عنه قوله: «إن رواية برنامج المرافقة في فلسطين وإسرائيل تستند إلى تجربة المتطوعين الذين يقضون عدة أشهر يعيشون جنباً إلى جنب مع الفلسطينيين في الأراضي الفلسطينية، ولكن أقل من يوم واحد في إسرائيل، ثم يعودون لمخاطبة الجماهير التي تعرف القليل أو لا شيء على الإطلاق عن واقع الحياة اليومية لأولئك على جانبي الصراع».
نقلت مقالة في صحيفة «جويش كرونيكل» البريطانية عن أحد مرافقي جمعية المرافقين اليهود [الإنجليزية] في إسرائيل وإسرائيل (إي إيه بي بي آي) قوله: «من الصعب عليهم التعبير عن آرائهم، في بعض النواحي. وكما تعلمون، هناك لوبي يهودي قوي جدًا في أمريكا». كما نقلت المقالة انتقادات للجماعة لـ«تقييدها التواصل مع الواقع الإسرائيلي وتعزيزها لرواية الضحايا الفلسطينيين».
وقد استجابت منظمة إي إيه بي بي آي لهذه الانتقادات من خلال إدخال تغييرات على البرنامج لضمان أن يقضي المتطوعون وقتًا في المنازل اليهودية ويستمعون إلى وجهات نظر أخرى. قالت الحاخامة لورا جانر كلاوسنر، التي ترأس فرع المملكة المتحدة لمنظمة حاخامات من أجل حقوق الإنسان [الإنجليزية]، إن هذه الخطوة من شأنها أن «توازن بعض الخلاف الأولي بين اليهود والمسيحيين الذي نشأ نتيجة للتصويت في المجمع وردود الفعل عليه».
كما أشاد قادة الكنيسة في القدس ببرنامج إي إيه بي بي آي لـ«إظهاره الدور الإيجابي الذي تلعبه الكنائس في المجتمع الفلسطيني، سواء المسلم أو المسيحي».

## وصلات خارجية
- موقع مجلس الكنائس العالمي إي إيه بي بي آي
- رسائل مجلة إي إيه
- إي إيه بي بي آي النمسا